# 塔拉西夫卡 (别尔江斯克区)
47°2′27″N 36°10′40″E / 47.04083°N 36.17778°E
塔拉西夫卡（烏克蘭語：Тарасівка）是位於烏克蘭東南部的村莊，由扎波羅熱州別爾江斯克區的切爾尼希夫卡市鎮負責管轄。該村處於尤尚利河左岸，分別距離涅利吉夫卡2.5公里和博約韋4.5公里，始建於1862年，面積1.69平方公里，海拔高度127米，2001年人口145。